# Chiesa di San Giovanni alla Fratta
La chiesa di San Giovanni alla Fratta è un edificio religioso situato in località La Fratta, nel comune di Sinalunga, in provincia di Siena.
Apparteneva alla curia di San Pietro ad Mensulas ed era la cappella della comunità della Fattoria La Fratta.
Fuori dalla chiesa è riposta una lapide risalente alla seconda metà del XVI secolo che cita una profezia lanciata da beato Brandano (Bartolomeo Carosi, detto il Brandano) al proprietario della tenuta, Emilio Pannilini, a proposito delle sorti del suo casato.